# Огилви, Дэвид, 10-й граф Эйрли
Дэвид Грэм Драммонд Огилви, 10-й граф Эйрли (4 мая 1826 — 25 сентября 1881) — шотландский дворянин, военный и владелец ранчо в Колорадо. С 1826 по 1849 год он носил титул учтивости — лорд Огилви.

## Происхождение и образование
Родился в Лондоне 4 мая 1826 года. Старший сын Дэвида Огилви, 9-го графа Эйрли (1785—1849), и его первой жены Клементины Драммонд (? — 1835), дочери Гэвина Драммонда Ogilvy was educated at Christ Church, Oxford, where he graduated with a BA in 1847. . Он получил образование в колледже Крайст-Черч, Оксфорд, где он окончил со степенью бакалавра в 1847 году.
20 августа 1849 года после смерти своего отца Дэвид Огилви унаследовал титулы 10-го графа Эйрли (Пэрство Шотландии), 12-го лорда Огилви из Эйрли (Пэрство Шотландии) и 10-го лорда Огилви из Алита и Линтратена в графстве Форфаршир (Пэрство Шотландии).
В 1879 году Огилви получил почетную степень доктора права от Университета Глазго.

## Карьера
Огилви стал заместителем лейтенанта Форфаршира в 1847 году. Он был избран шотландским пэром-представителем в Палату лордов Великобритании в 1850 году и служил капитаном Форфарширской йоменской кавалерии и 12-го Форфарширского стрелкового добровольческого полка с 1856 года.
В 1862 году Дэвид Огилви был посвящен в кавалеры Ордена Чертополоха. В 1872 году он был назначен лордом-верховным комиссаром Генеральной Ассамблеи Церкви Шотландии, эту должность он занимал до следующего года. Основатель и первый президент компании Girls' Public Day School Company.

## Семья и смерть
23 сентября 1851 года в Олдерли, графство Чешир, лорд Эйрли женился на достопочтенной (Генриетте) Бланш Стэнли (30 июля 1830 — 5 января 1921), второй дочери Эдварда Стэнли, 2-го барона Стэнли из Олдерли, и его жены, достопочтенной Генриетты Мэри Диллон-Ли. У супругов было двое сыновей и четыре дочери :
- Леди (Генриетта) Бланш Огилви (8 ноября 1852 — 23 марта 1925), в 1878 году вышла замуж за полковника сэра Генри Монтегю Хозьера, от брака с которым у неё было четверо детей, включая Клементину Огилви Хозьер, жену Уинстона Черчилля.
- Леди Клементина Гертруда Хелен Огилви (19 июня 1854 — 30 апреля 1932), в 1874 году вышла замуж за Бертрама Митфорда (получившего титул 1-го барона Редесдейла в 1902 году), от брака с которым у неё было девять детей. Их внучками были сестры Митфорд.
- Подполковник Дэвид Стэнли Уильям Огилви, 11-й граф Эйрли (20 января 1856 — 11 июня 1900, погиб в бою во время англо-бурской войны); женился на леди Мейбелл Гор. Они были бабушкой и дедушкой сэра Ангуса Огилви, который женился на принцессе Александре Кентской.
- Леди Мод Джозефа Огилви (16 ноября 1859 — 3 апреля 1933), в 1886 году она вышла замуж за Теодора Уайта, от брака с которым у неё было четверо детей.
- Достопочтенный Люльф Гилкрист Стэнли Огилви (25 июня 1861 — апрель 1947), в 1902 году он женился на Эдит Бутройд в Колорадо, США, от брака с которой у него было двое детей.
- Леди Гризельда Джоанна Хелен Огилви (20 декабря 1865 — 12 февраля 1934), в 1897 году она вышла замуж за Джеймса Чипа, от брака с которым у неё было трое детей.

Лорд Огилви скончался в Денвере, штат Колорадо, в 1881 году в возрасте 55 лет. Его унаследовал его старший сын Дэвид.